# LZ 17

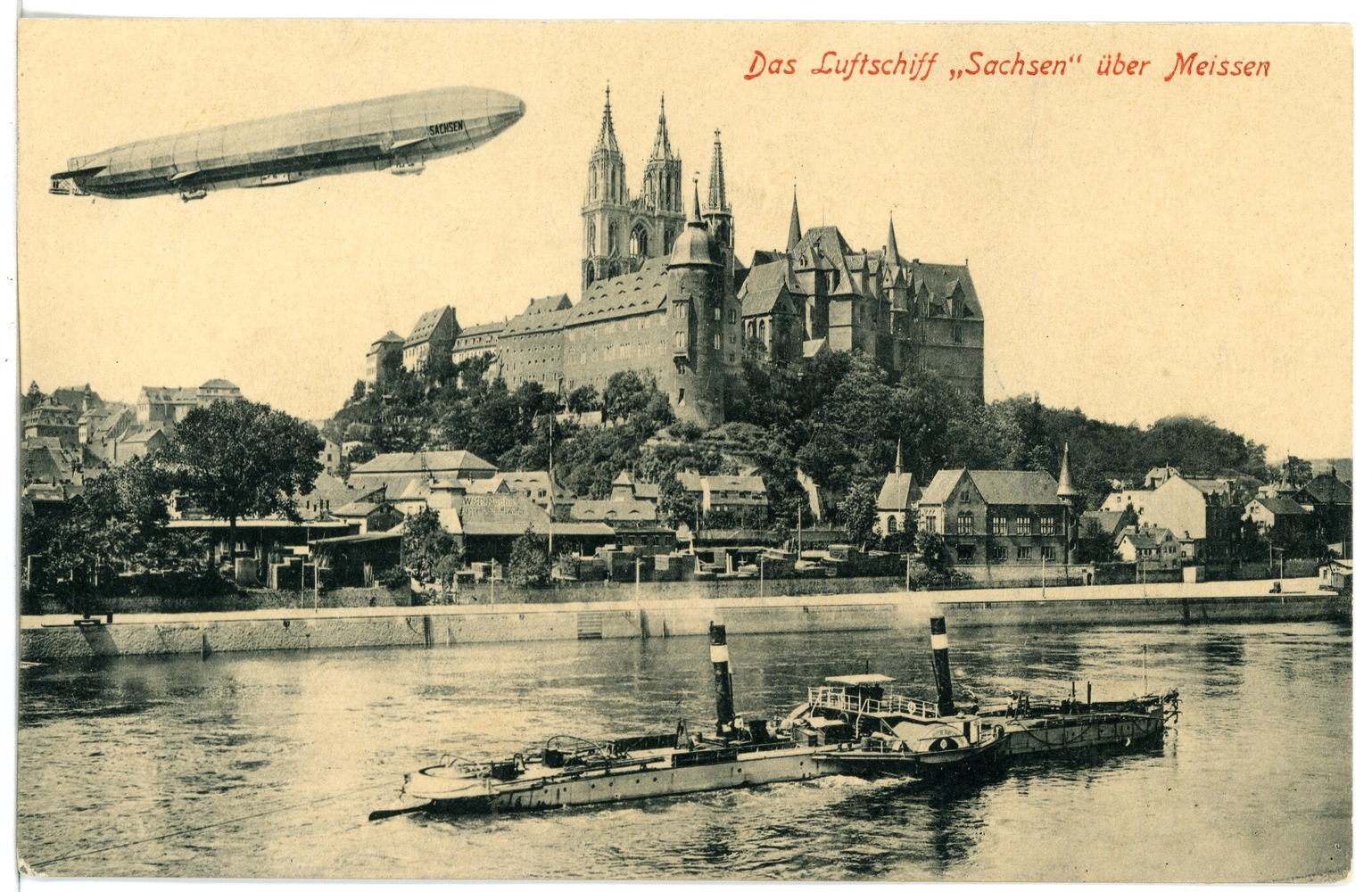
Luftschiff LZ 17 „Sachsen“ über Meißen – 1913

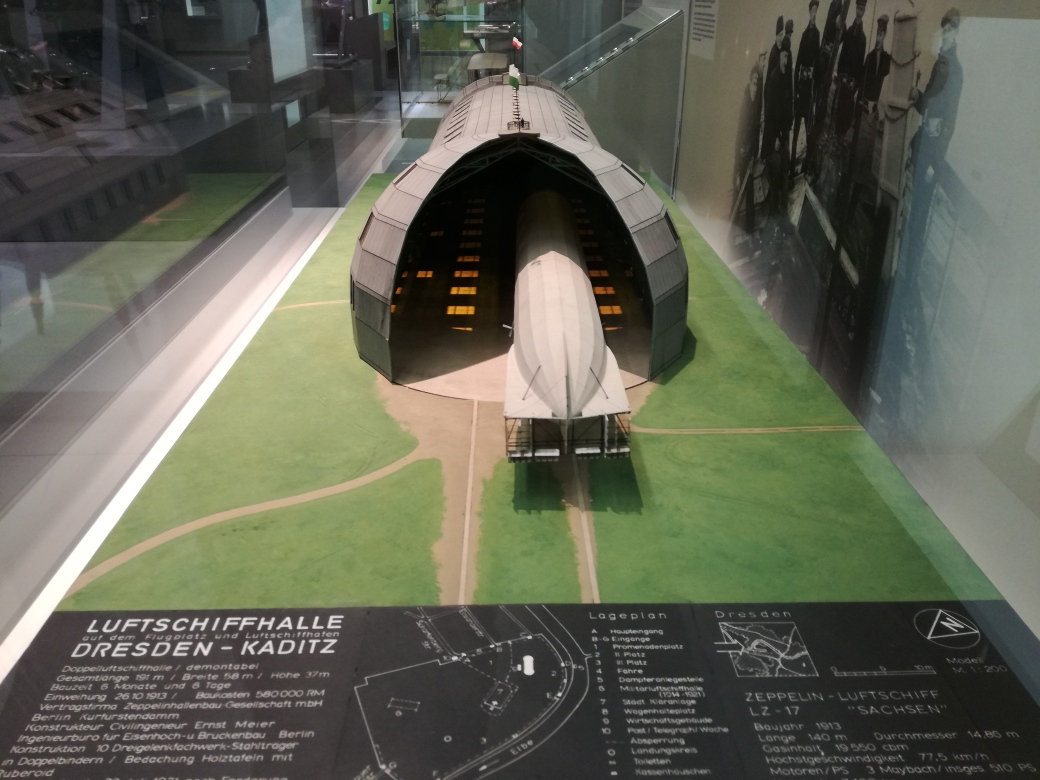
Modell des Luftschiffs LZ 17 „Sachsen“ im Verkehrsmuseum Dresden (Maßstab 1:200)

Der Zeppelin LZ 17 „Sachsen“ war ein Verkehrsluftschiff der Deutschen Luftschiffahrts-Aktiengesellschaft (DELAG) zu Beginn des 20. Jahrhunderts. Benannt wurde es nach seinem vorrangigen zivilen Einsatzort, dem Königreich Sachsen.

## Technische Daten
Das Zeppelin-Luftschiff „Sachsen“ wurde von der DELAG in Friedrichshafen gebaut und betrieben. Bei der Inbetriebnahme hatte das Luftschiff eine Länge von 158 Metern, bei einem Durchmesser von 14,60 Metern und einer Nutzlast von 9,5 Tonnen. Das Luftschiff wurde von drei Maybach-Motoren mit je 165 PS angetrieben. Nach einem Umbau verkürzt, hatte es eine Länge von 148 Metern. Die Nutzlast betrug nun 7,4 Tonnen und die Leistung der drei Maybach-Motoren wurde auf je 180 PS gesteigert.

## Einsatzgeschichte

### Ziviler Einsatz

Landung des Luftschiffs „Sachsen“ am 7. Juni 1914 in Weinberge bei Bad Liebenwerda

Der Zeppelin „Sachsen“ absolvierte seine Jungfernfahrt am 3. Mai 1913 unter dem Kommando von Hugo Eckener. Am 9. Juni 1913 bewältigte das Luftschiff die 760 km lange Strecke von Baden-Oos über Stuttgart, Ingolstadt, Passau und Linz nach Wien-Aspern in 9 Stunden und 26 Minuten, was einer Durchschnittsgeschwindigkeit von etwa 80 km/h auf dieser Langstrecke entsprach. LZ 17 wurde unter großem Jubel von der Wiener Bevölkerung empfangen und Kaiser Franz Joseph I. gewährte dem mitgereisten Erfinder und Unternehmer Ferdinand Graf von Zeppelin eine Audienz und ein Galadiner. Am 22. Juni waren Graf Zeppelin sowie der sächsische König Friedrich August III. zugegen, als die „Sachsen“ sowie die „Viktoria Luise“ zur Einweihung der Luftschiffhalle in Leipzig-Mockau eintrafen. In Leipzig-Mockau wurde die „Sachsen“ anschließend auch stationiert und führte von dort Passagierfahrten durch. Zum Teil waren prominente Gäste, wie etwa der englische Lord Sir John Shelley und dessen Frau Eleanor Georgiana, an Bord. Weiterhin führte der Zeppelin Charterflüge von anderen Standorten, wie etwa Potsdam, durch. Zu dieser Zeit wurde die Sachsen abwechselnd von Hugo Eckener und Georg Hacker geführt.
Im Herbst 1913 erhielt Ernst August Lehmann, der unter Eckener zum Luftschiffkommandanten ausgebildet worden war, das Kommando über die „Sachsen“, die am 23. Oktober 1913 bereits ihren 200. Flug absolvierte. Drei Tage später unternahm die „Sachsen“ anlässlich der Einweihung des Dresdner städtischen Land- und Wasserflughafens Kaditz wiederum in Anwesenheit des sächsischen Königs, eine Fahrt nach Pirna.
Am 26. November 1913 gelang dem in Breslau wohnenden „Captain“ Thomik von der von Dresden-Kaditz aus gestarteten „Sachsen“ der erste Fallschirmabsprung von Bord eines Zeppelins.
Ab Dezember 1913 wurde die Sachsen von der Reichsmarineverwaltung für den Zeitraum von zunächst vier Monaten zur militärischen Nutzung und Ausbildung gechartert. Hugo Eckener wurde gleichzeitig der Marine-Luftschiffabteilung (MLA) als Ausbilder zugeteilt. Durch eine fehlgeschlagene Landung des Zeppelins bei Quickborn am 7. Dezember 1913 konnte das Luftschiff erst am Folgetag in Hamburg-Fuhlsbüttel von der Kaiserlichen Marine übernommen werden.
In den Wintermonaten bildeten Eckener und Lehmann gemeinsam die ersten Offiziere und Mannschaften der MLA aus, darunter Korvettenkapitän Peter Strasser, der am 2. März 1914 vor Graf Zeppelin seine Prüfung als Luftschiff-Führer auf der „Sachsen“ ablegte. Nach dem Ende der militärischen Charterzeit wurde die Sachsen vom 18. April bis zum 5. Mai 1914 in Potsdam umgebaut und war am 6. Mai wieder für zivile Charterflüge einsatzbereit.

### Einsatz im Ersten Weltkrieg

#### Erprobung
Zu Beginn des Ersten Weltkriegs wurde die „Sachsen“, wie auch die anderen DELAG-Luftschiffe „Hansa“ (LZ 13) und „Viktoria Luise“ (nun LZ 11)   vom Militär übernommen, wobei allerdings nur die „Sachsen“ die für Kriegsfahrten nötige Tragfähigkeit besaß. Die „Sachsen“ erhielt dazu die Kennung LZ 17. Da es keine Luftschiffschule gab, mussten die Kommandanten das nötige Personal in kurzer Zeit selbst ausbilden, was bei Kriegsbeginn nicht abgeschlossen war. Die Ausbildungsmöglichkeiten wurden durch die überall auftretenden technischen Schwierigkeiten zusätzlich erschwert, so konnte unter kriegsmäßigen Bedingungen kaum geübt werden. Auch die Entwicklung von geeigneter Abwurfmunition war zu Kriegsbeginn nicht abgeschlossen und es musste auf Notbehelfe in Form von modifizierten Artilleriegranaten sowie auf ungetestete Abwurfeinrichtungen und Zielgeräte zurückgegriffen werden.
Zu Kriegsbeginn war LZ 17 „Sachsen“ in Leipzig-Mockau stationiert und dort mobilisiert worden. Die Besatzung unter dem Leutnant zur See der Reserve Ernst August Lehmann gehörte der Königlich Sächsischen Armee an. Die LZ 17 wurde nach Potsdam überstellt, um dort militärisch umgerüstet und bewaffnet zu werden. Das Luftschiff erhielt dazu eine Funkstelle, eine Abwurfvorrichtung für Bomben sowie eine mit Maschinengewehren bestückte Plattform auf dem Schiffsrücken. Außerdem wurde die Besatzung um drei Offiziere – darunter ein Generalstabsoffizier, der das Luftschiff im Einsatz militärisch führte – und 15 Mann verstärkt. Der „Sachsen“ wurde dazu Max von Gemmingen-Guttenberg zugeteilt, ein Neffe und Mitarbeiter des Grafen Zeppelin. Die „Sachsen“ wurde dann nach Köln verlegt, um den zu dieser Zeit bereits bei Lüttich verloren gegangenen Heereszeppelin Z VI „Cöln“ zu ersetzen. Ende August verfügte die Heeresleitung an der Westfront damit lediglich über zwei Zeppeline – LZ 17 sowie Z IX.

#### An der Westfront
Die Zeit bis zum Einsatz nutzte die Besatzung von LZ 17 zu Übungsfahrten, die auch den Abwurf von Bomben zu Trainingszwecken beinhalteten. Darüber hinaus bemühte sich die Besatzung offenbar auch, provisorisch zu Bomben umgebaute, aber völlig unzureichende Artilleriegranaten durch nach eigenen Entwürfen in einer Kölner Munitionsfabrik hergestellte Versuchsbomben zu ersetzen.
Ab Ende August wurde LZ 17 dann zusammen mit Z IX zur Bombardierung der Festungsanlagen um die Stadt Antwerpen im noch unbesetzten Teil Belgiens im Rücken der deutschen Truppen eingesetzt. Der erste Angriff der durch LZ 17 erfolgte vermutlich am 27. August, ein weiterer am 2. September. Die Einsätze fanden von Köln aus und in der Nacht statt. Für den 16., 22. und 24. September geplante Einsätze scheiterten an starkem Gegenwind und Benzinmangel. Erst am 3. Oktober erreichte LZ 17 erneut das belagerte Antwerpen und konnte über der Festung Berchem Bomben abwerfen. Bei den Einsätzen wurde der Zeppelin jeweils durch Beschuss vom Boden beschädigt. Bei einem Einsatz war die Beschädigung so stark, dass während des Einsatzes eine der Luftschrauben des Zeppelins abgesägt werden musste, da diese drohte, in die Gondel zu stürzen. Der ausführende Unteroffizier Luickhardt erhielt für diese Tat das Eiserne Kreuz.
Über das Fazit der Einsätze über Antwerpen sind die Quellen uneins. Zum einen werden drei Einsätze mit 2000 kg Abwurfmunition angegeben, zum anderen vier Einsätze mit 2940 kg.

#### An der Ostfront
Im Herbst 1914 verschlechterte sich das Wetter und die LZ 17 konnte lediglich kurze Übungsfahrten unternehmen. Im Januar 1915 wurden Gemmingen und Lehmann auf andere Luftschiffe versetzt und Hauptmann Fritz George wurde LZ 17 als Kommandant zugeteilt. Durch das Auftauchen der neuen, viel leistungsfähigeren Zeppeline mit 25.000 m³ Füllvolumen erschien LZ 17 nun für weitere Einsätze an der Westfront nicht mehr geeignet und wurde nach Allenstein in Ostpreußen verlegt. Ab Februar wurde der Zeppelin von dort aus zu kleineren Einsätzen herangezogen, so etwa am 4. März gegen Ciechanów bei Warschau mit 520 kg Bombenlast und am 2. April gegen Białystok und Wilna mit 460 kg Bombenlast. Inzwischen stand spezialisierte Abwurfmunition („Kugelbomben“) mit deutlich gesteigerter Wirkung bei geringerem Gewicht zur Verfügung.
Nach einer Ausfallzeit bedingt durch einen Schaden bei einer Landung in Allenstein, wurde LZ 17 am 20./21. Juli gegen die Forts von Łomża mit 500 kg Abwurfmunition eingesetzt. Georges Nachfolger als Kommandant wurde im Juli Oberleutnant Ernst Scherzer. In der Zeit vom 2. bis zum 13. August wurden wiederum die Bahnhöfe von Bialystok und Wilna mit 500 bzw. 600 kg bombardiert. Bei dem Einsatz gegen Wilna wurde anscheinend ein im Bahnhof stehender Munitionszug getroffen, der explodierte und große Zerstörungen anrichtete.

#### Einsatzende
Im September 1915 wurde die technisch zu diesem Zeitpunkt vollkommen veraltete LZ 17 zur Kaiserlichen Marine überstellt und in Dresden stationiert, wo seit dem 15. März 1915 die Marine-Luftschiffschule in der Luftschiffhalle Dresden-Kaditz untergebracht war. LZ 17 führte von hier aus bis Juni 1916 Schulungsfahrten sowie Postabwürfe aus und wurde anschließend außer Dienst gestellt. Der Zeppelin würde ab dem 6. September 1916 in Düren demontiert. Das Gerücht, LZ 17 sei am 16. September in Hamburg-Fuhlsbüttel verbrannt, entspricht nicht der Wahrheit. Bei diesem Unfall hatte es sich um das Marineluftschiff L 6 gehandelt.

## Kommandanten vonLZ 17 „Sachsen“
| Dienstgrad                                       | Name                 | Datum                                              |
| ------------------------------------------------ | -------------------- | -------------------------------------------------- |
| –                                                | Hugo Eckener         | 3. Mai 1913 bis Herbst 1913                        |
| –                                                | Georg Hacker         | im Wechsel mit Eckener bis Herbst 1913             |
| – (ab Kriegsbeginn Leutnant zur See der Reserve) | Ernst August Lehmann | Herbst 1913 bis Dezember 1914                      |
| Hauptmann                                        | Fritz George         | Januar 1915 bis Juli 1915                          |
| Oberleutnant                                     | Ernst Scherzer       | Juli 1915 bis September 1916 (Außerdienststellung) |

## Zusammenfassung
Die „Sachsen“ führte bis Kriegsbeginn 419 Fahrten durch und war damit der erfolgreichste deutsche Vorkriegszeppelin. Alle Luftschiffe der DELAG kamen in diesem Zeitraum auf insgesamt 1596 Fahrten. Die einundeinhalb bis zweistündige Reise kostete pro Passagier 150 bis 200 Mark. Etwa 100 km wurden pro Fahrt zurückgelegt. Die „Sachsen“ kam damit insgesamt auf eine Fahrtzeit von 741 Stunden, bei denen 39.919 km in einer Durchschnittsgeschwindigkeit von 53,9 km/h zurückgelegt wurden. Insgesamt wurden 9837 Personen befördert, davon 3465 zahlende Fahrgäste.
Auch im Ersten Weltkrieg bewährte sich LZ 17 und galt als der erfolgreichste militärisch eingesetzte Zeppelin seiner Klasse.